# NGC 693
NGC 693 (również PGC 6778 lub UGC 1304) – galaktyka spiralna (S0-a), znajdująca się w gwiazdozbiorze Ryb. Odkrył ją William Herschel 25 grudnia 1790 roku.